# 奉天咨议局旧址
奉天咨议局旧址位于辽宁省沈阳市沈河区桃源街118号，是清末奉天省的最高议事机构——奉天咨议局大楼的西配楼，亦是沈阳市唯一留存的巴洛克式建築。

## 历史沿革
清朝光绪三十二年（1906年），东三省总督徐世昌宣布开始筹办奉天咨议局。光绪三十三年（1907年）前后，开始修建奉天咨议局大楼。宣统元年（1909年）九月初一，奉天咨议局正式成立。1910年，大楼竣工并投入使用，由主楼、东配楼和西配楼组成。
1912年至1928年间，奉天省议会是当时奉天省最高权利机构，大楼为奉天省议会办公楼。东北易帜后，大楼又相继被中国国民党奉天省党部，奉天省高等审判庭、检察厅等机构使用。
中华人民共和国成立后，大楼由沈阳军区政治部军法处接管。2010年代时，西配楼产权归属沈阳市成套电器厂，为集体所有，并被出租用作仓库。建筑内部墙壁已完全被白灰覆盖。主楼、东配楼拆除时间不详。
西配楼为两层“L”形建筑，可分割出5个完整的房间。租用此处建筑的鲁迅美术学院教授刘成龙说，“通过房间陈列和历史资料我们可以看出，这座建筑的历史作用应该是一些级别较低的工作人员的办公室，因为房间间数不多，而且每个房间的面积都很大，一看就是很多人在一起办公的大办公室。直通院里的大门设计比较多，一楼的办公室基本都有自己的独立出口。 ”2014年起，刘成龙和友人出资过百万元人民币，以“修旧如旧的原则”，对西配楼进行清理、内部修缮。预计将其做为文化创意园使用。
2021年8月，沈阳市人民政府公布《沈阳市“十四五”文化旅游业发展规划》，在“十四五”期间，沈阳市将完成满铁奉天公所旧址、奉天咨议局旧址等12处濒危文物抢救性保护工作。